# Майкел Лахдо
Майкел Лахдо (швед. Mayckel Lahdo, нар. 30 грудня 2002, Стокгольм, Швеція) — шведський футболіст, вінгер нідерландського клубу АЗ.

## Клубна кар'єра
Майкел Лахдо народився у Стокгольмі і є вихованцем столичних клубів «Юргорден» та «Гаммарбю». До молодіжної академії останнього Лахдо приєднався у віці 12 - ти років. З 2020 року футболіста почали залучати до ігор першого складу. Але частину сезону 2020 року футболіст провів в оренду у клубі Першого дивізіону «Фрей».
На початку 2021 року Лахдо повернувся до «Гаммарбю». У лютому 2021 року у матчі на Кубок країни Лахдо зіграв свій перший матч у основі столичного клубу. За результатами того розіграшу «Гаммарбю» виграв Кубок Швеції, хоча сам Лахдо участі у фіналі не брав.
Паралельно з цим у 2021 році Лахдо виступав за дубль «Гаммарбю». В Аллсвенскан футболіст дебютував 23 вересня 2021 року.
17 червня 2022 року за орієнтовні 700 тисяч євро перейшов до нідерландського клубу АЗ, з яким уклав п'ятирічний контракт.

## Досягнення
Гаммарбю
 Переможець Кубка Швеції: 2020/21